# Sclaters kwartelduif
Sclaters kwartelduif (Zentrygon albifacies) is een vogel uit de familie Columbidae (duiven). De Nederlandse naam verwijst naar de Engelse ornitholoog Philip Lutley Sclater die deze vogel in 1858 heeft beschreven.

## Verspreiding en leefgebied
Deze soort komt voor van oostelijk Mexico tot Nicaragua.

## Status
De grootte van de populatie is in 2019 geschat op 50-500 duizend volwassen vogels. Op de Rode lijst van de IUCN heeft deze soort de status niet bedreigd.